# Strada Napoleonica (Trieste)
La strada Napoleonica va dal parcheggio di borgo San Nazario, in periferia del quartiere di Prosecco, sino alla piazzola dell'Obelisco di Opicina, e si trova quindi interamente nel comune di Trieste.
Il nome ufficiale del sentiero è strada Vicentina, dal nome dell'ingegner Giacomo Vicentini che ne progettò il tracciato e ne iniziò la costruzione nel 1821. La conformazione attuale è dovuta agli interventi di miglioramento effettuati nell'immediato secondo dopoguerra.

## Descrizione
Sono circa 3,7 chilometri sul ciglione carsico, in alto rispetto al mare, con stupendi panorami su Trieste e sul suo golfo. Il sentiero è largo, praticamente in piano (si passa dai 276 m s.l.m. delle rocce di Prosecco ai 343 m della piazzola dell'Obelisco in località Opicina), e con buon fondo (strada bianca). La passeggiata è soleggiata ed al riparo della bora, per cui è piacevolmente percorribile anche d'inverno.
Una breve deviazione all'inizio del sentiero porta a quota 332 alla vedetta Italia, uno dei tanti posti panoramici di osservazione posti lungo il ciglione del Carso triestino.
L'inizio del sentiero è caratterizzato anche da diverse pareti verticali di roccia ove i rocciatori fanno scuola di arrampicata ed allenamento su vie di varia difficoltà.
Alle spalle dell'inizio del sentiero sorge il santuario mariano di Monte Grisa, dalla caratteristica forma triangolare tronca. Il santuario non è raggiungibile direttamente dalla Napoleonica, ma si può arrivarvi o su strada asfaltata da Prosecco oppure dall'Obelisco di Opicina tramite il sentiero Nicolò Cobolli, che corre più in alto rispetto alla Napoleonica, ma in mezzo ai boschi.
All'obelisco, alla fine del sentiero, si trova pure una fermata della storica e panoramica tranvia di Opicina, che con un percorso in ripida pendenza collega il centro della città di Trieste con l'altipiano carsico.

### Boschi Bertoloni - Burgstaller-Bidischini
Il bosco Bertoloni che affianca il sentiero napoleonico - come spiega un pannello apposto nei pressi della fermata Obelisco della tranvia di Opicina - è di origine artificiale e risale alla seconda metà dell'Ottocento quando il Comune di Trieste avviò un progetto di rimboschimento, con la messa a dimora di piante di pino nero, carpino nero e ciliegio canino, del Carso triestino.
I lavori nel bosco Bertoloni ebbero inizio nel 1878 e portarono all'apertura di piste d'accesso, come la strada Stefania, divenuta poi parte integrante della Napoleonica.
In particolare, la piantagione nella zona dell'Obelisco dedicato a Francesco I d'Austria rappresentava il XVII bosco comunale. Fu intitolata ad Antonio Bertoloni (Sarzana, 1775 - Bologna, 1869) autore di una ricerca durata trent'anni sulla flora presente in Italia.
Accanto al bosco Bertoloni è situato il bosco intitolato invece a Giuseppe Burgstaller-Bidischini (1840-1914), deputato al Consiglio Imperiale d'Austria, pluridecorato e presidente della Commissione d'imboschimento fin dalla sua istituzione, avvenuta nel 1882.
Negli anni duemila i boschi Bertoloni - Burgstaller-Bidischini sono stati arricchiti con l'impianto di tigli e pini d'Aleppo.

## Galleria d'immagini

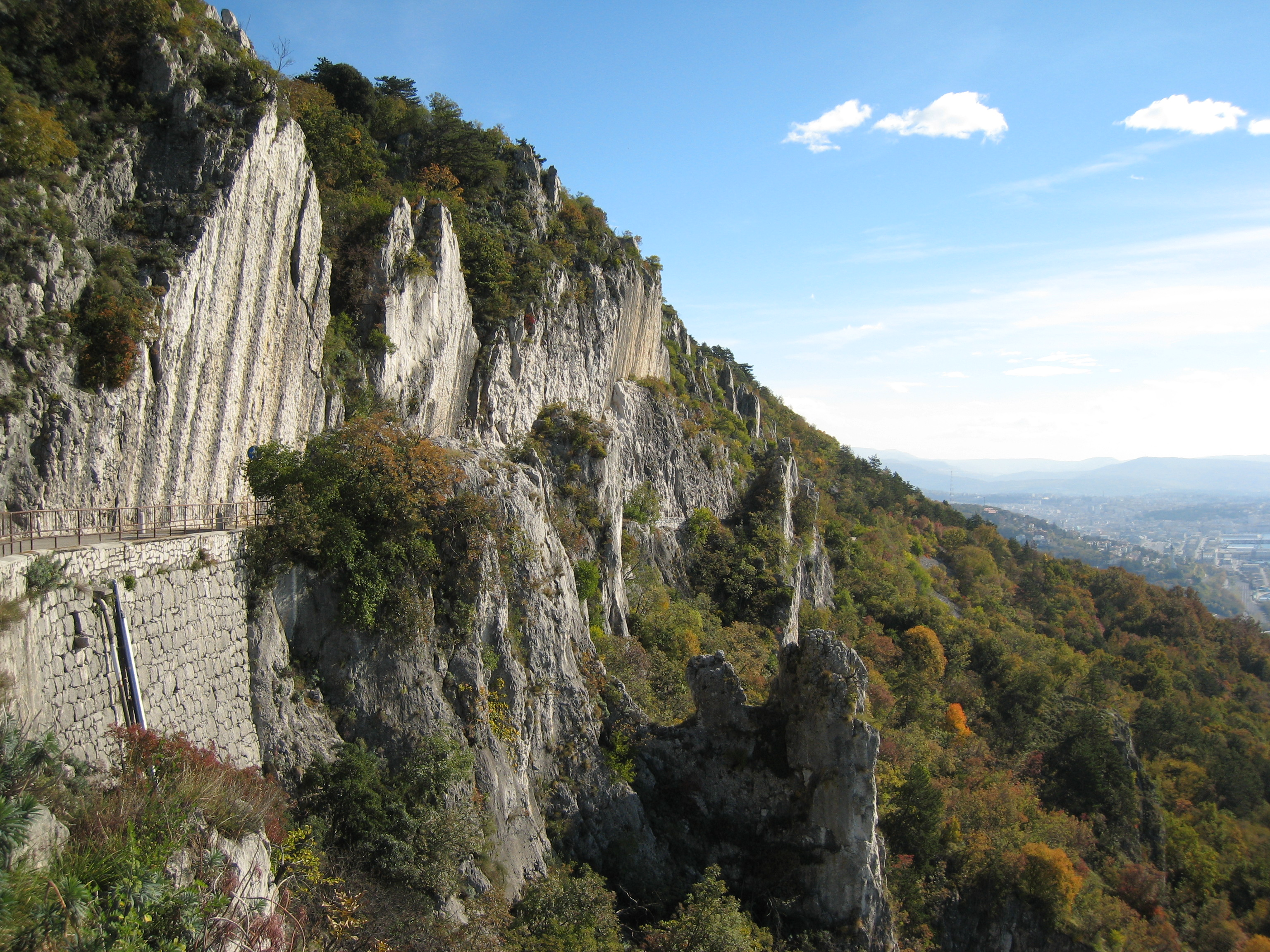
L'ambiente intorno alla passeggiata
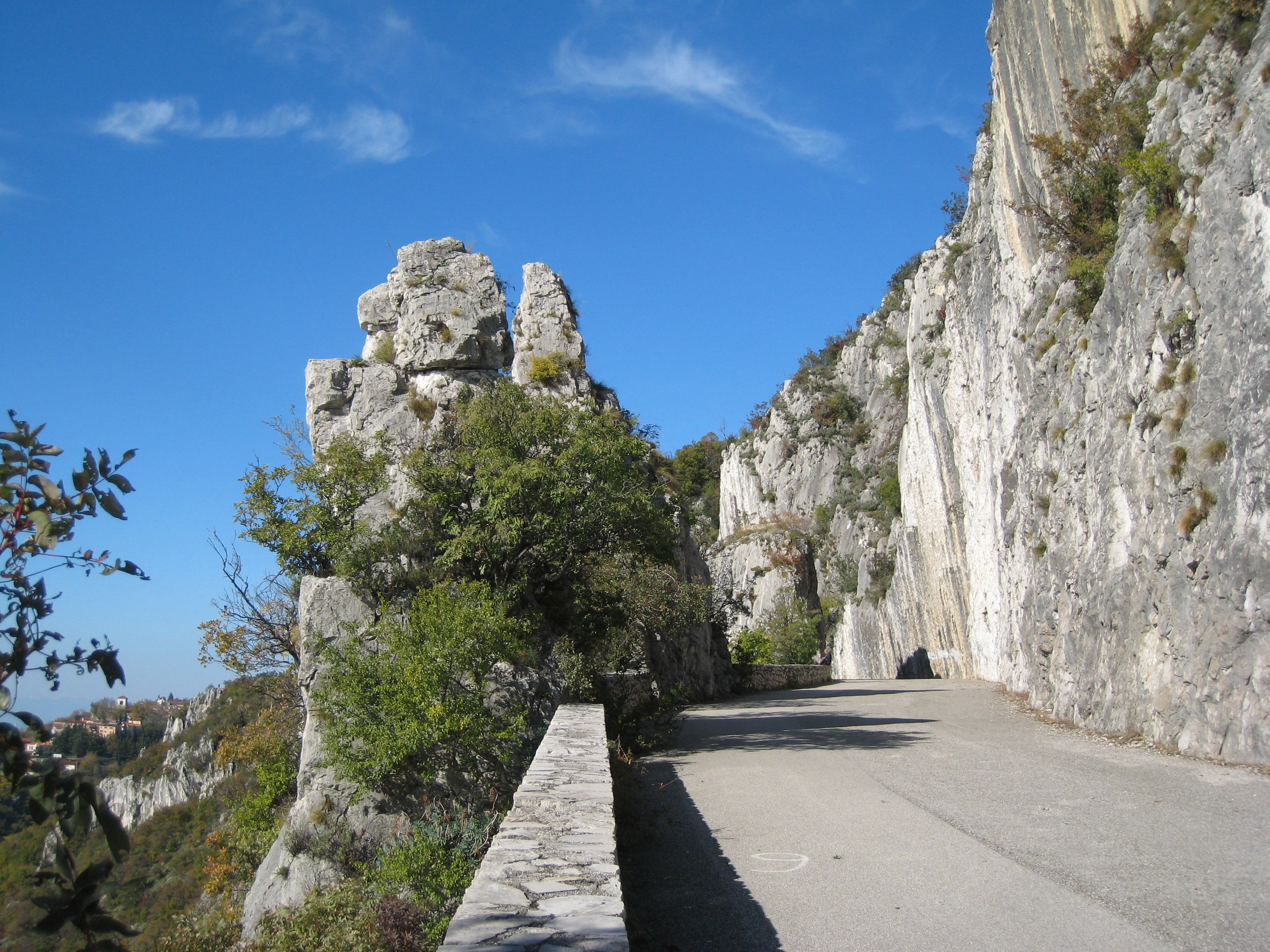
La parte iniziale del sentiero
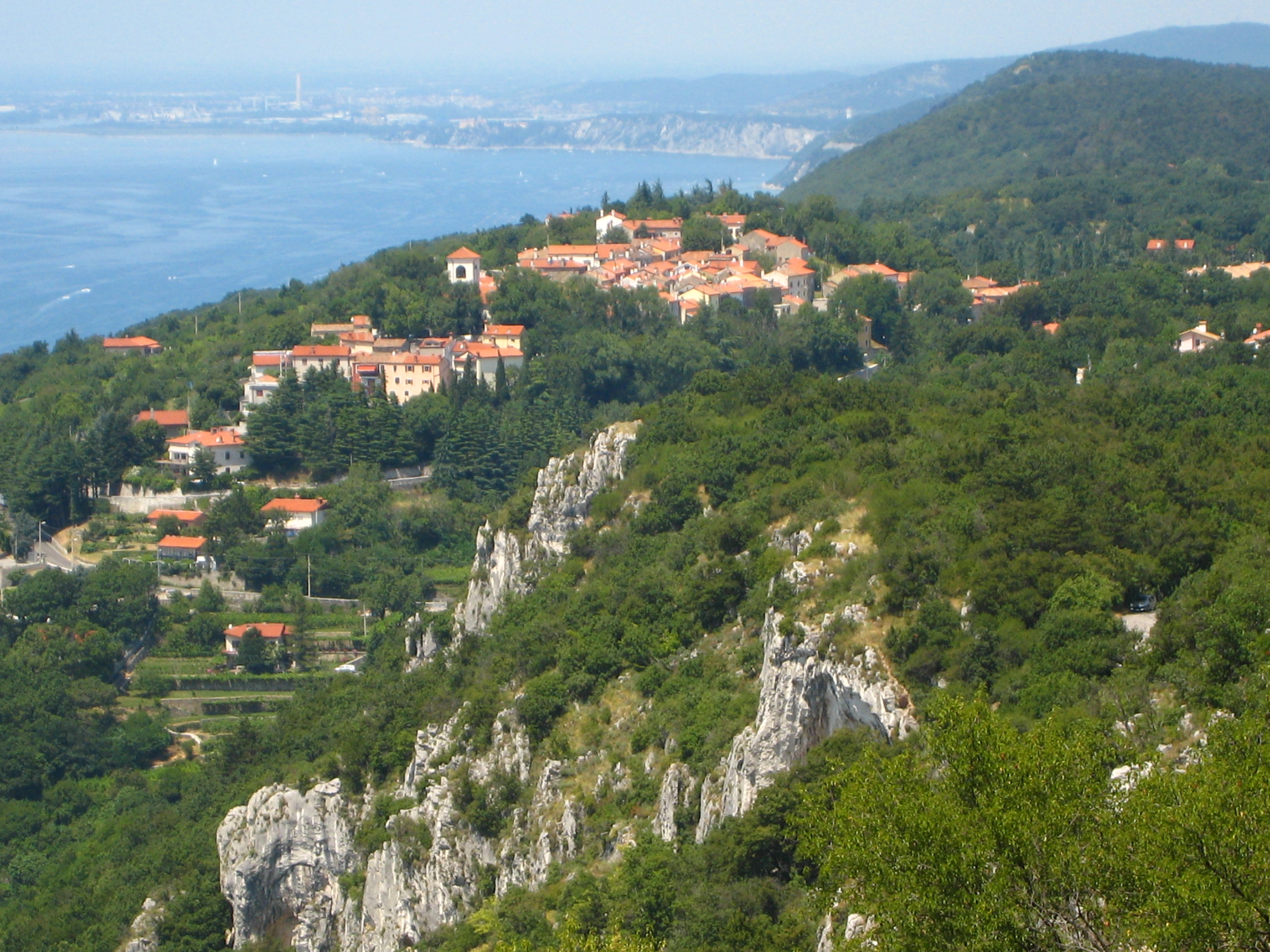
Il ciglione carsico visto dalla vedetta Italia
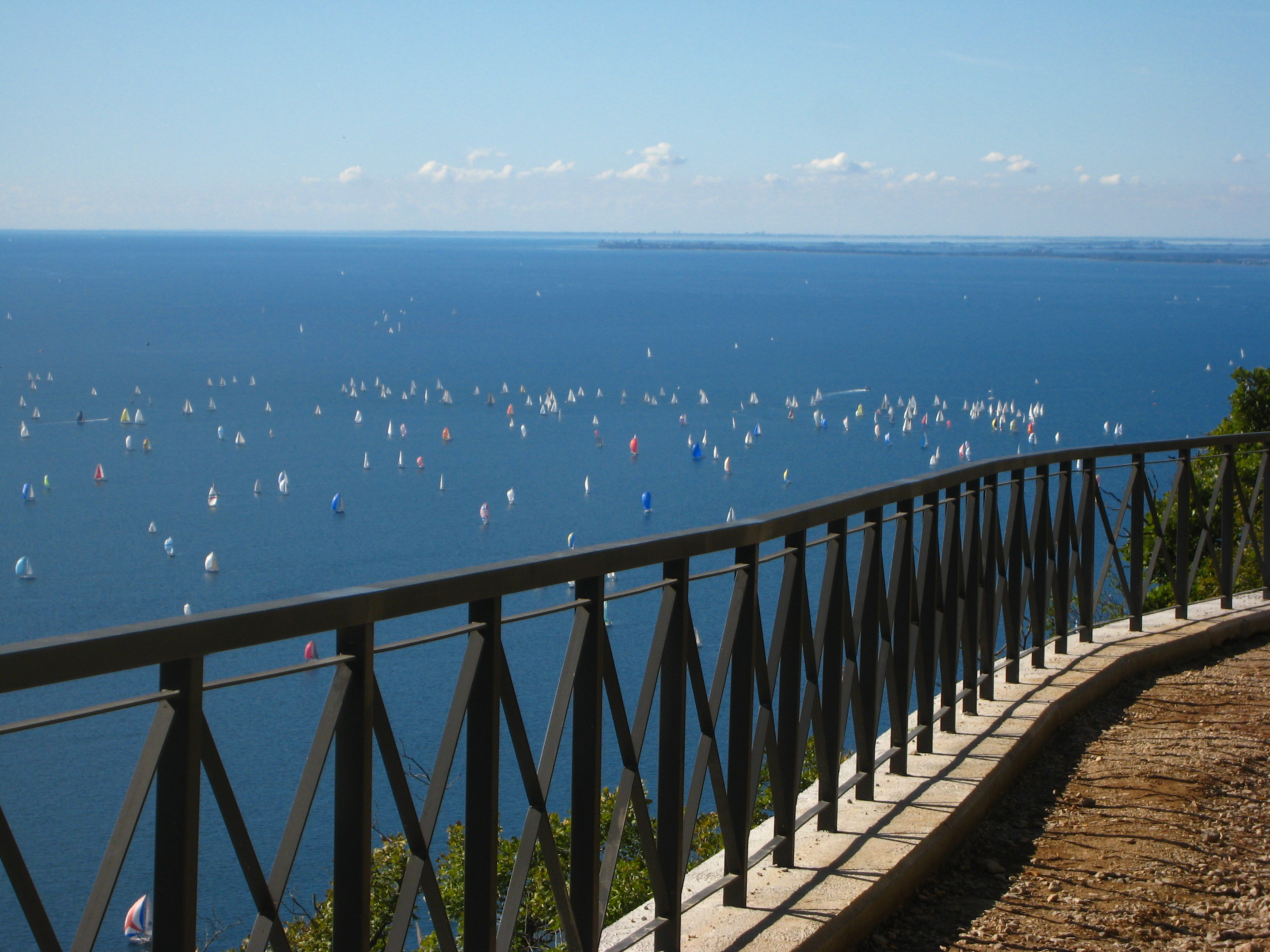
La Napoleonica è una balconata sul mare
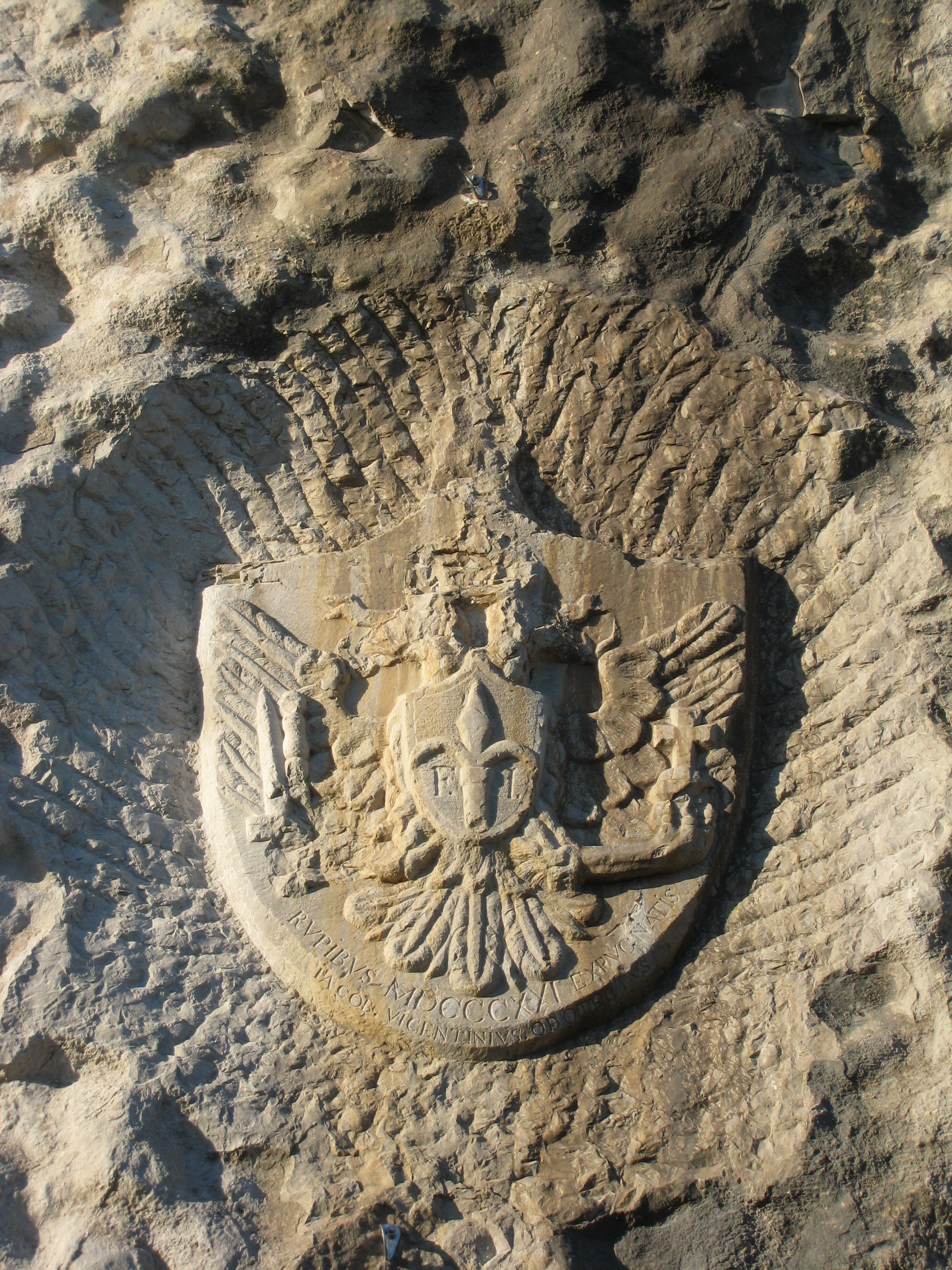
Lo scudo con l'iscrizione all'inizio del sentiero
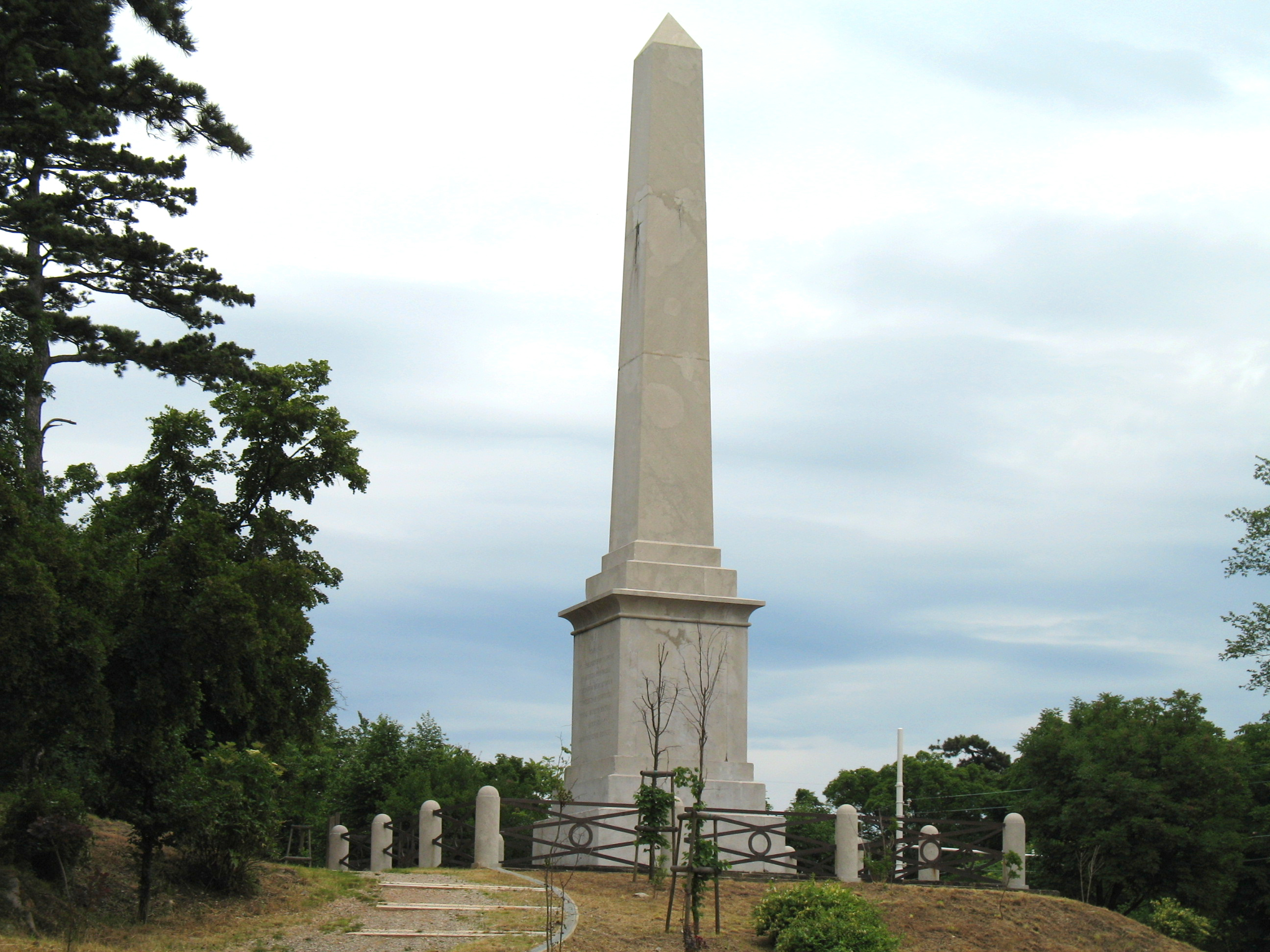
L'Obelisco di Opicina
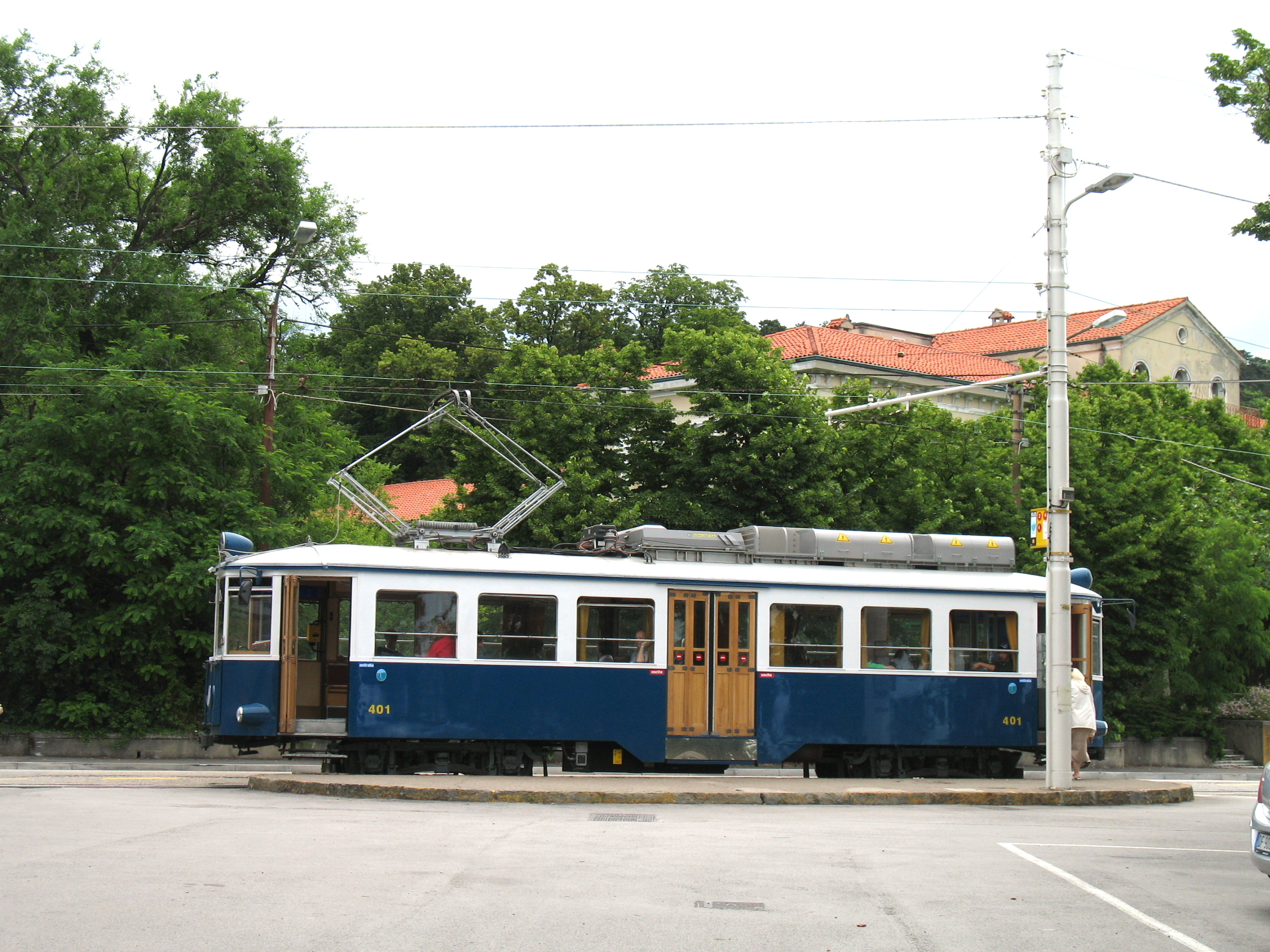
La fermata della tranvia di Opicina